# لایپزیگ ۱۰۷۷۵
سیارک ۱۰۷۷۵ (به انگلیسی: 10775 Leipzig، نامگذاری:1991AV2) ده هزار و هفتصد و هفتاد و پنجمین سیارک کشف شده‌است که در ۱۵ ژانویه ۱۹۹۱ کشف شد.
قدر مطلق سیارک برابر ۱۴٫۶۰ است.